# Oskar Hansen
Nikolai Oskar Hansen (12 d'abril de 1922 a Hèlsinki - 11 de maig de 2005 a Varsòvia) és considerat un dels grans arquitectes visionaris. Dissenyador, urbanista, teòric, professor, pintor i escultor, moltes de les seves obres reflecteixen la influència del cubisme. La seva relació amb Pierre Jeanneret i Le Corbusier va afavorir la seva capacitat de treballar les formes en la naturalesa, però va ser la seva estada a París, entre el 1948 i el 1950, la que va constituir el punt de partida en la seva evolució cap a la «forma oberta», la idea que va impregnar tot el seu treball posterior: una teoria –alguns en dirien una actitud– que adopta l'«art com a procés», en el qual s'indueix l'espectador o destinatari de l'obra a participar-hi.
Oskar Nikolai Hansen va néixer en el si d'una família d'orígens diversos: la seva mare era russa i el seu pare, noruec d'arrels poloneses llunyanes. El seu avi era el conegut multimilionari i filantrop noruec Herman «Appelsin» Hansen. El 1923 la família Hansen es va establir a Vílnius, llavors Polònia, país que tres anys més tard els va concedir la ciutadania polonesa. Oskar Hansen va estudiar mecànica a l'Escola Politècnica Superior de Vílnius (en aquell temps capital de la proclamada recentment República Socialista Soviètica de Lituània), on es va graduar el 1942. Durant la Segona Guerra Mundial, Hansen va ser un membre actiu de l'Exèrcit Nacional polonès (Armia Krajowa, o AK), el principal moviment de resistència polonès en la Polònia ocupada pels nazis.
El 1945, Hansen es va matricular a l'Escola Tècnica Superior d'Arquitectura de la Universitat Politècnica de Varsòvia. El 1948, gràcies a una beca del govern francès, es va traslladar a París, on va fer d'aprenent en els estudis de Fernand Léger i Pierre Jeanneret, cosí de Le Corbusier, i va conèixer artistes com Pablo Picasso, del qual va dir que li «havia ensenyat la “dimensió invisible”». Més tard va viatjar a Londres per estudiar a l'Escola Internacional d'Estiu d'Arquitectura, on va obtenir el primer premi del concurs amb la creació d'una urbanització; a la capital britànica va conèixer Henry Moore, en les escultures del qual –que integraven l'«interior» i l'«exterior»– ja va intuir aspectes de la forma oberta. El 1949 va participar en el Congrés Internacional d'Arquitectura Moderna (CIAM) a Bèrgam, on va cridar l'atenció per oposar-se a les teories de Le Corbusier. 
Hansen es va casar amb una companya d'estudis de Lublín, Zofia Aleksandra Garlińska (d'ara endavant Zofia Hansen, 1924-2013).

## Estudis de disseny i l'Acadèmia de Belles Arts de Varsòvia
De tornada a la casa seva, Hansen va continuar els seus estudis d'Arquitectura a la Universitat Politècnica de Varsòvia, on es va llicenciar el 1951. Durant el tercer any d'estudis va rebre l'encàrrec de dissenyar la urbanització Dębiec, prop de Poznań, però les seves idees mai no es van dur a terme a causa de l'inflexible marc doctrinal del realisme socialista. Una d'aquestes idees –un projecte de disseny interior de la seu temporal de l'ajuntament de Varsòvia– gairebé va provocar que Józef Sigalin, arquitecte cap de Varsòvia, el bandegés de l'arquitectura. Sigalin va organitzar una espècie de «judici» del dissenyador, tot i que al final l'assumpte va quedar en una reprimenda pública.
Després de l'incident amb Sigalin, Hansen es va refugiar al seu taller. Va pintar i va dur a terme estudis entorn de les formes espacials, que anaven des dels seus «estudis sobre la direcció» (1950) ‒una sèrie d'obres en les quals explorava la imatge com a mitjà d'influència‒, fins als seus «actiu negatiu» (1957). També va acceptar encàrrecs del govern per dissenyar pavellons de fires internacionals.
Hansen va ser membre del Grup d'Estudis d'Arquitectura Mòbil (GEAM), i el 1958 va rebre un premi de la revista Przegląd Kulturalny [Revista cultural] pels seus assoliments en el camp de les Belles Arts.
Va compatibilitzar sempre el seu treball de dissenyador amb la seva feina com a docent. El 1950 va començar a treballar a l'Acadèmia de Belles Arts de Varsòvia, on va desenvolupar el seu propi pla d'estudis i va impartir classes en el departament de Composició de Plànols i Formes Espacials de l'Acadèmia. El 1981 es va fer càrrec de la Càtedra Interdepartamental de Belles Arts Integrades, de la qual es va retirar dos anys més tard. 

## Dissenys arquitectònics
Durant els anys de realisme socialista, Hansen va dissenyar principalment pavellons de fira: el pavelló polonès de la Fira Internacional d'Estocolm (1953), el de la Fira Internacional d'Izmir, a Turquia (1955), i el de São Paulo (1959). Aquests projectes van ser un autèntic camp de proves per a les seves idees, fins al punt que va començar a forjar-hi la seva teoria de la forma oberta. El pavelló d'Izmir, anomenat Estructura HT (Hansen-Tomaszewski), és considerat encara avui una de les obres més notables de l'art polonès de l'època. 
El 1957, Hansen va muntar la seva primera exposició individual a la sala d'exposicions del diari de Varsòvia Po Prostu, una exposició dissenyada per a ser una obra d'art en si mateixa. L'artista va mostrar-hi tot allò en què havia estat treballant durant l'era estalinista: pintures semi-cubistes, maquetes i fotografies d'escultures i objectes arquitectònics. Per a aquesta mostra, Hansen va crear especialment una nova construcció en forma de xarxa amb varetes de metall, l'anomenada «equidna», que ocupava tot la sala i integrava el visitant dins l'espai. Anys més tard va escriure que l'equidna es convertia en un ambient que «emmarcava i posava l'accent en els visitants». El nou mètode d'ordenar les obres d'art a l'espai es corresponia amb el que anys més tard es va anomenar «art ambiental».
L'any següent, amb motiu de la II Exposició Nacional d'Art Modern, va projectar l'ampliació de la galeria Zachęta. En una estructura de cubs esmaltats amb vores d'acer, les parets, els terres i les escales de tota la galeria havien de funcionar com a elements mòbils susceptibles de ser configurats i reconfigurats en diferents espais de la galeria. L'estructura, que connectava l'«interior» amb l'«exterior», estava destinada a funcionar com a fons visual per als visitants.

## The Roadper a Auschwitz-Birkenau, el Contramonument[2]
Malgrat que entre 1958 i 1966 va treballar en una llarga sèrie de projectes com la cooperativa d'habitatges de Varsòvia (Warszawska Spółdzielnia Mieszkaniowa), l'obra més important i significativa d'aquests anys és sens dubte The Road, que mai no va arribar a materialitzar-se.
El gener de 1957, un grup de supervivents i familiars de víctimes del camp de concentració d'Auschwitz va organitzar el Comitè Internacional d'Auschwitz. En cooperació amb la Unió Internacional d'Arquitectes, el Comitè va convocar un concurs per a la realització d'un monument que immortalitzés el sofriment de les víctimes de la barbàrie nazi.
L'equip de Hansen es va presentar amb la proposta The Road. La novetat del projecte residia precisament a alterar la noció tradicional de monument, seguint els preceptes de la seva teoria avantguardista de la forma oberta, i tractar tot l'emplaçament de l'antic camp de concentració com un monument en si mateix. L'element central consistia en una carretera d'asfalt d'un quilòmetre de llarg i setanta metres d'ample que creuava el camp dibuixant una diagonal. Hansen va ignorar la porta principal de Birkenau per la qual entraven els trens que transportaven les víctimes. Mai ningú havia de tornar a creuar aquella porta. La carretera passava entre les restes dels barracons, les xemeneies, els filats, les vies del tren i les latrines; en arribar als forns crematoris, acabava de forma abrupta, entre els camps i els boscos. La carretera era l'única cosa que havia de donar testimoni de l'horror dels crims comesos en aquell lloc. Tot la resta s'havia de deixar intacte, d'acord amb els desitjos dels presoners, de manera que l'antic camp s'anés rendint a l'acció invasiva de l'herba i del pas del temps. La intenció era fer que els visitants que travessaven el camp per la carretera imaginessin el que havien viscut les víctimes i s'enfrontessin a la idea de l'oblit. 
"Fora de la carretera el procés estava destinat a ser un rellotge biològic. Ja llavors els arbres hi creixien, vam veure córrer cabirols i llebres. Volíem preservar el testimoni en la carretera… com la lava va conservar Pompeia. El monument The Road és una recerca de continuïtat: comença en la vida, passa a través de la mort, i torna de nou a una altra vida."
Hansen detestava l'antic concepte de memorial com un objecte, que per a ell era l'encarnació d'una «forma tancada». El disseny concebut per a Auschwitz, per contra, era l'expressió primerenca de la seva concepció profunda de la forma oberta: «La forma oberta despertarà la necessitat de l'existència en cadascun de nosaltres. […] Hem de caminar a través del monument, i no al seu voltant.» (CIAM, Otterlo, 1959). 
En un primer moment, el jurat es va pronunciar per unanimitat a favor del projecte de Hansen. No obstant això, finalment els supervivents d'Auschwitz el van rebutjar perquè no eren capaços d'identificar el seu sofriment amb una expressió tan abstracta, o «purament negativa», del record. Es va proposar a Hansen que combinés el seu projecte amb la proposta de l'equip italià que s'havia presentat al concurs, però va declinar l'oferta adduint que li era impossible fondre el seu projecte amb el disseny d'escultura figurativa presentat pels italians.
Als anys seixanta Hansen va eixamplar la seva teoria de la forma oberta cap a la teoria del «sistema lineal continu», que proposava traslladar els seus principis a la disposició dels edificis i els espais de comunicació a una escala més gran. Entre els seus projectes hi ha la urbanització dels districtes de Varsòvia Przyczulek Grochowski (1963) i Ursynów (1966-1968), i altres propostes d'àmbit regional i nacional. També va dissenyar els edificis el Museu d'Art Modern de Skopje (capital de l'actual Macedònia del Nord, 1966) i l'Ambaixada de Polònia a Washington, DC (1973). El projecte de l'edifici destinat a albergar el museu de Skopje consistia en una sèrie d'espais amb sostres que es plegaven i es desplegaven com si fossin ombrel·les, o que podien ser controlats electrònicament perquè «emergissin de sota la terra». Com va dir ell mateix, el museu era com un «espai que creix a la terra com un arbre».
Hansen va ser membre del grup Team 10 (o Team X), un grup d'arquitectes nascut després del IX congrés del CIAM (1953), que es distingia per proposar idees crítiques contra les concepcions tradicionals heretades de Le Corbusier i que va contribuir a repensar l'arquitectura i l'urbanisme. L'aportació de Hansen al discurs del Team 10 gira fonamentalment a l'entorn de la teoria de la forma oberta, que va exposar a l'últim congrés del CIAM en Otterlo, el 1959, on va presentar també, entre d'altres, el projecte The Road i el de la galeria Zachęta. Hansen va fer diverses col·laboracions amb la revista Le Carré Bleu, creada el 1958 després del congrés del CIAM a Hèlsinki i en la qual es desenvolupen les idees del grup.
Després d'una vida dedicada a la docència i a la recerca de les noves formes arquitectòniques, Oskar Hansen va morir a Varsòvia l'11 de maig de 2005.

## Selecció d'exposicions individuals
1957 - Oskar Hansen: 1947-57 Architektura - Malarstwo – Rzeźba [Oskar Hansen: 1947-1957. Arquitectura - Pintura – Escultura], sala d'exposicions de Po prostu, Varsòvia.
1966 - Oskar Hansen - poszukiwanie Metody Kształcenia w Plastyce [Oskar Hansen. Recerca d'un mètode d'ensenyament de les Belles Arts], Casa-Museu d'Adam Mickiewicz, Varsòvia.
1967 - «Linearny System Ciągły» (z Zofią Hansen) [«Sistema lineal continu» (amb Zofia Hansen)], Dom Plastyka, Varsòvia.
1976 - Studium Humanizacji miasta Lublina [Estudi d'humanització de la ciutat de Lublín], BWA, Lublín (Polònia); Museu de l'Arquitectura, Wrocław (Polònia).
1984 - Vers l'art de la forma ouverte, Oslo (Noruega).
2005 - Oskar Hansen. Sen Warszawy [Oskar Hansen. Somni de Varsòvia], Fundacja Galerii Foksal, Varsòvia.
2005 - Oskar Hansen. Zobaczyć świat [Oskar Hansen. Veure el món], Galeria Zachęta, Varsòvia.
2014 - Oskar Hansen. Forma oberta, MACBA, Barcelona Arxivat 2014-07-08 a Wayback Machine..

## Selecció bibliogràfica i altres referències

### Publicacions
«Forma Otwarta jako passe-partout patriarchatu?», Obieg (16 d'agost de 2007), http://www.obieg.pl/teksty/1988.
«Oskar Hansen – Opening Modernism», conferència al Museu d'Art Modern de Varsòvia, 2013. http://artmuseum.pl/en/wydarzenia/oskar-hansen-otwieranie-modernizmu i http://artmuseum.pl/en/doc/cykle/oskar-hansen-otwieranie-modernizmu-2.
«Oskar Hansen: ludzie chcą różne mieć mieszkania» (21 de maig de 2013), http://www.polskieradio.pl/8/410/Artykul/848186,Oskar-Hansen-ludzie-chca-rozne-miec-mieszkania. 
«Out now: “Towards Open Form / Ku Formie Otwartej” by Oskar Hansen», http://www.team10online.org/news/index.html#towards.
«Zmarła architektka Zofia Hansen», Bryla.pl (30 de gener de 2013). http://www.bryla.pl/bryla/1,85301,13320694,Zmarla_architektka_Zofia_Hansen.html Arxivat 2016-03-03 a Wayback Machine..
Patrick Amsellem: «Memorial, Monument, Museum», Remembering the Past, Constructing the Future. Nova York: UMI, 2007, p. 261. Sobre el memorial d'Oskar Hansen The Road, per al camp de concentració d'Auschwitz-Birkenau.
Claire Bishop: «Pedagogic Projects», Artificial Hells: Participatory Art and the Politics of Spectatorship. Londres: Verso, 2012, p. 257. Sobre la influència d'Oskar Hansen en l'obra d'Artur Żmijewski.
Amy Bryzgel: Performing the East: Performance Art in Russia, Latvia and Poland Since 1980. Londres: I.B. Tauris, nota 130, p. 279.
Aneta Bulkowska: «Zaprojektować Świat Od Nowa – Oskar I Zofia Hansenowie. Opowiada Filip Springer» (27 de maig 2013), http://www.rozswietlamykulture.pl/reflektor/2013/05/27/zaprojektowac-swiat-od-nowa-oskar-i-zofia-hansenowie-opowiada-filip-springer/.
Yane Calovski, Hristina Ivanoska: Oskar Hansen's Museum of Modern Art. Bytom (Polònia): Galleria Kronika, 2007. Vegeu http://culture.pl/en/event/oskar-hansens-museum-of-modern-art Arxivat 2014-09-28 a Wayback Machine..
Mikołaj Gliński: «Great Modernist Architect Oskar Hansen Born 90 Years Ago», Culture.pl (12 d'abril de 2012), http://culture.pl/en/event/great-modernist-architect-oskar-hansen-born-90-years-ago.
Ewa Gorządek: «Oskar Nikolai Hansen», Culture.pl (maig de 2006), http://culture.pl/en/artist/oskar-nikolai-hansen.
Oskar Hansen, David Maljkovic, Joanna Mytkowska, et al.: Le nuage Magellan: une perception contemporaine de la modernité. París: Éditions du Centre Pompidou, 2007.
Oskar Hansen: «Forma Otwarta», Przeglad Kulturalny, vol 5, núm. 5 (1959).
Oskar Hansen: «La forma abierta», Summa. Revista de arquitectura, tecnología y diseño, núm. 67 (1973).
Oskar Hansen: «Le théatre ouvert», Neuf [B], núm. 73, p. 13-17. 
Oskar Hansen: Zobaczyć Świat. Varsovia: Galería Zachęta, 2005 [cat. exp].
Oskar Hansen: Towards Open Form / Ku formie otwartej. Frankfurt: Revolver / Varsòvia: Foksal, 2005 (en anglès y polonès). Inclou dues entrevistes entre Hansen, Joanna Mytkowska i Hans Ulrich Obrist. «Hansen va morir l'11 de maig de 2005, després d'acabar el treball per a aquest llibre, que ja s'havia enviat a la impremta. El llibre es va publicar sense cap modificació posterior.»
Dorota Jarecka: «Ku formie otwartej, Hansen, Oskar» (5 de setembre de 2005), Gazeta Wyborcza / Kultura, http://wyborcza.pl/1,75517,2901811.html.
Aleksandra Kędziorek, Łukasz Stanek: «Architecture as a Pedagogical Object: What to preserve of the Przyczółek Grochowski housing estate by Oskar & Zofia Hansen in Warsaw», Team10east.net (2012). https://www.academia.edu/3860461/Architecture_as_a_Pedagogical_Object_What_to_preserve_of_the_Przyczolek_Grochowski_Housing_Estate_by_Oskar_and_Zofia_Hansen_in_Warsaw_with_Lukasz_Stanek_%5BEnllaç+no+actiu%5D.
Anthony Krafft: «Jour mundial de l'urbanisme», Arquitecture – Formes – Fonctions, vol. 13, (1967), p. 139.
Henry Moore: The Auschwitz Competition. Auschwitz: State Museum of Auschwitz, 1964. 
Katarzyna Murwaska-Muthesius: «Oskar Hansen and the Auschwitz "Countermemorial," 1958-59» (20 de maig de 2002). Aquest article forma part de la sèrie de conferències «East-European Art and Architecture in the 20th century» presentades al Massachusetts Institute of Technology el 5-6 d'octubre de 2001. Vegeu online: http://www.artmargins.com/index.php/2-articles/311-oskar-hansen-and-the-auschwitz-qcountermemorialq-1958-59 Arxivat 2014-11-18 a Wayback Machine..
Łukasz Ronduda, Florian Zeyfang (eds.): 1,2,3... Vanguardias. El arte como arte contextual. Cine/arte entre el experimento y el archivo / 1, 2, 3 ... Avant-gardes. Film/Art between Experiment and Archive. Bilbao: Sala Rekalde / Berlín: Sternberg, 2007. Ressenya online: http://culture.pl/en/event/123-avant-gardes-art-as-contextual-art i http://www.salarekalde.bizkaia.net/Exposiciones/?opcion=detalle&id=175.
Filip Springer: «Nowe miasto i nowy świat. Oskar Hansen chce ratować ludzkość», Wysokie obcasy (19 de diciembre de 2011), pp. 10–15. http://www.wysokieobcasy.pl/wysokie-obcasy/1,96856,10825311,Nowe_miasto_i_nowy_swiat__Oskar_Hansen_chce_ratowac.html.
Filip Springer: Leaven. About Zofia And Oskar Hansen. Varsòvia: Museu d'Art Modern, 2013. Ressenya online: http://artmuseum.pl/en/publikacje/filip-springer-zaczyn-o-zofii-i-oskarze-hansenach.
Joanna Zętar: «Oskar Hansen (1922-2005)», http://teatrnn.pl/leksykon/node/1558/oskar_hansen_1922_2005.

### Blogs dedicats a la forma oberta
http://open-form.blogspot.fr, de Sølve N.T. Lauvås.
https://openform.wordpress.com.

### Selecció de films
Piotr Andrejew: Po Omacku / Oskar Hansen - Groping One's Way. 1975, duració: 11'13'', idioma: polonès amb subtítols en anglès, 35 mm. Vegeu http://artmuseum.pl/en/filmoteka/praca/andrejew-piotr-po-omacku.
Oskar Hansen: Oskar Hansen. Pawilon Polski w Sao Paulo 1959 / Oskar Hansen. Polish Pavilion in Sao Paulo 1959. 2005, duració: 1'06", sense so, 16 mm. Vegeu: http://artmuseum.pl/en/filmoteka/praca/hansen-oskar-oskar-hansen-pawilon-polski-w-sao-paulo-1959.
Oskar Hansen: Oskar Hansen. Summer School. Szumin 1991. 2005, duració: 13'35", idioma: diversos, VHS. Vegeu http://artmuseum.pl/en/filmoteka/praca/hansen-oskar-oskar-hansen-summer-school-szumin-1991.
Oskar Hansen: Studia malarskie nad Bugiem (początek lat dziewięćdziesiątych). 2005, duració: 9'41", sense so, VHS. Vegeu http://artmuseum.pl/en/filmoteka/praca/hansen-oskar-studia-malarskie-nad-bugiem-poczatek-lat-3.
Oskar Hansen: Tło zdarzeń. Dom Artysty Plastyka Warszawa 2003 / The Background of Events. House of the Visual Artist, Warsaw 2003. 2005, duració: 2'34", idioma: polonès, VHS. Vegeu http://artmuseum.pl/en/filmoteka/praca/hansen-oskar-tlo-zdarzen-dom-artysty-plastyka-warszawa-2003.
Oskar Hansen: Drzewom i ptakom. ASP Warszawa 1994 / To Trees and Birds. Academy of Fine Arts, Warsaw 1994. 2005, duració: 2'03", idioma: polonès, VHS. Vegeu http://artmuseum.pl/en/filmoteka/praca/hansen-oskar-drzewom-i-ptakom-asp-warszawa-1994.
KwieKulik: Forma Otwarta – Gra na twarzy aktorki / Open Form – Game on an Actress's Face. 1971, duració: 2'29", sense so, 35 mm. Vegeu http://artmuseum.pl/pl/filmoteka/praca/kwiekulik-forma-otwarta-gra-na-twarzy-aktorki.
KwieKulik: Forma Otwarta – Mojżesz / Open Form – Moses. 1971, duració: 9'15", sense so, 35 mm. Vegeu http://artmuseum.pl/en/filmoteka/praca/kwiekulik-forma-otwarta-mojzesz.
KwieKulik: Forma Otwarta – Szkoła / Open Form – School. 1971, duració: 8'58", sense so, 35 mm. Vegeu http://artmuseum.pl/pl/filmoteka/praca/kwiekulik-forma-otwarta-szkola.